# Безумная война
Безумная война (фр. La Guerre folle) — позднесредневековый конфликт между коалицией феодалов и французской монархией. Война имела место во время регентства Анны де Божё в период после смерти Людовика XI и до взросления молодого короля Карла VIII. Война началась в 1485 и закончилась в 1488 году.
Основными участниками были Луи II Орлеанский, двоюродный брат короля (будущий Людовик XII, король Франции), Франциск II Бретонский, Рене II, герцог Лотарингии, Ален д'Альбре, Жан де Шалон, принц Оранский, граф Карл д'Ангулем. Другие крупные феодалы поддержали восстание, среди них были Жан де Лескан, «арманьякский бастард» и известный дипломат и историк Филипп де Коммин.
Восстание против французской королевской власти было поддержано внешними врагами короля Франции: Англией, Испанией и Австрией. Его главным итогом был окончательное поглощение Бретани Французским королевством.

## Название и общий характер
Уничижительное выражение «Безумная война» для обозначения этой борьбы крупных феодалов против центральной королевской власти было предложено Полем Эмилем в его Histoire des faicts, gestes et conquestes des roys de France, опубликованной в 1581 году.
Существует некоторый спор о том, можно ли считать события данного конфликта единой войной. По своей сути в указанный хронологический период имел место длинный ряд конфликтов между королевской властью и крупными феодалами, объединенными в Лигу общего блага. В рамках борьбы за власть в 1484—1485 годах Луи Орлеанский при поддержке Франциска II Бретонского и некоторых феодалов попытался свергнуть регента, Анну де Божё. Война представляла собой смесь дипломатии и демонстрации силы. Анне удалось подавить восстание без единого крупного сражения. 2 ноября 1485 года мир в Бурже приостановил военные действия.
По мнению некоторых историков, этот мир закончил лишь первый этап «Безумной войны». Вторую фазу конфликта, с июня 1486 по ноябрь 1488 года, иногда называют Бретонской войной.

## Развитие конфликта
В начале царствования Карла VIII Луи Орлеанский попытался захватить регентство, но был отвергнут Генеральными штатами в Туре (1484). В апреле 1484 года Луи Орлеанский уехал в Бретань, чтобы присоединиться к герцогу Франциску II. Он также направил запрос папе, чтобы аннулировать свой брак и жениться на Анне Бретонской, наследнице Франциска. 23 ноября Луи подписал договор, который предусмотрел его брак с Анной. Вернувшись к королевскому двору, Луи Орлеанский попытался пленить малолетнего короля, но Анна де Божё предотвратила это. Она усилила охрану короля и поместила герцога Орлеанского под домашний арест.
Сбежав из-под ареста 17 января 1485 года, Луи попытался покинуть Париж, но тщетно. Ему удалось бежать 3 февраля в Алансон, откуда он принес публичные извинения королю 12 марта. Королевские войска, расположенные вокруг Эврё, помешали ему отправиться в Бретань, и он оказался блокирован в Орлеане.
30 августа Луи Орлеанский официально не признал регентства Анны. Королевская армия пошла в Орлеан, но Луи бежал в Божанси, откуда его вытеснил молодой Луи II де Ла Тремуйль. 9 августа Франциск II также согласился на перемирие. Перемирие было установлено сроком на один год и было подписано в Бурже 2 ноября 1485 года.

## Возобновление конфликта

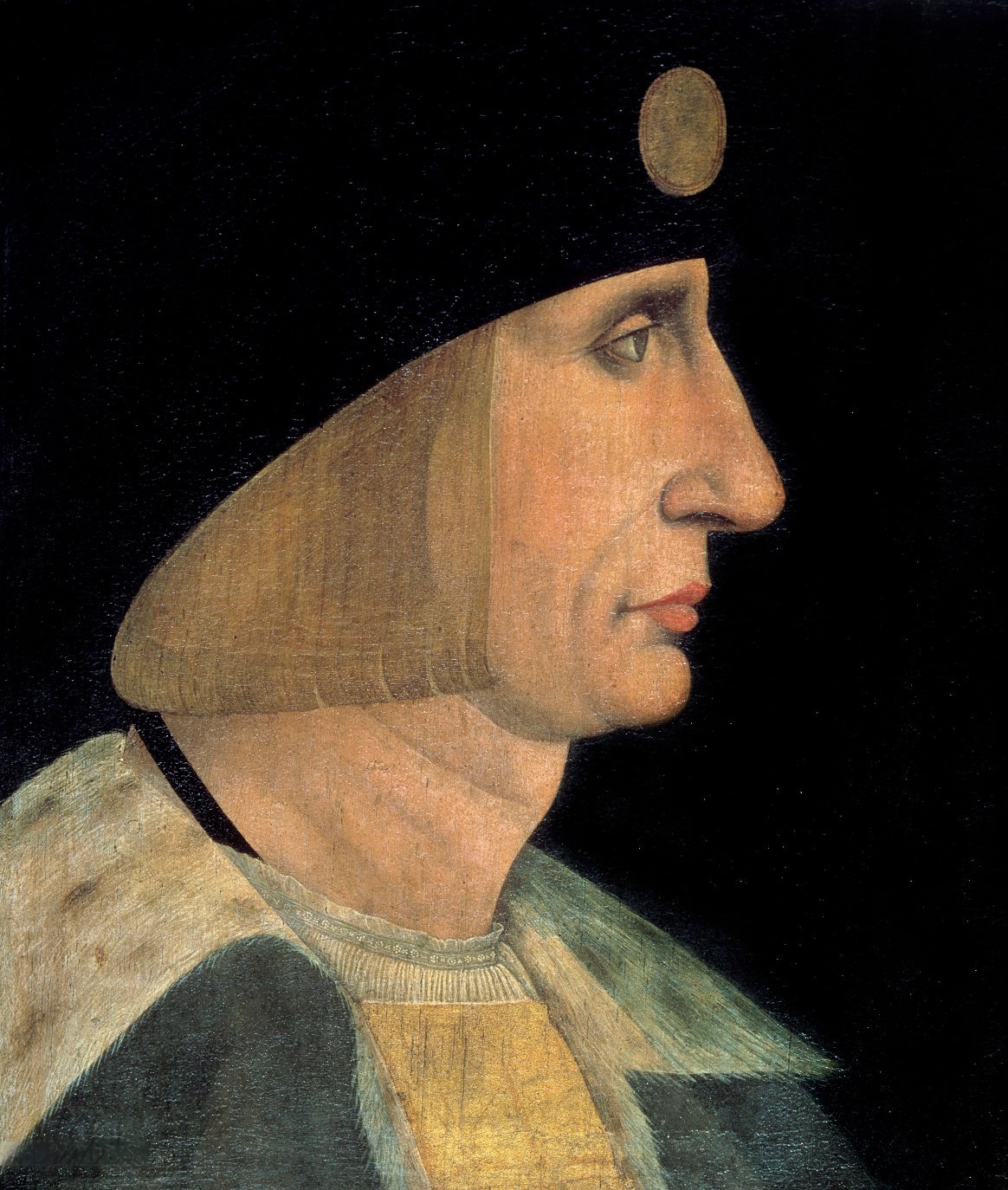
Луи II Орлеанский

По истечении перемирия восстание вновь разгорелось. Уже в июне 1486 года Максимилиан I Австрийский вторгся в северную часть Франции, но затем отступил. В ноябре феодал Франсуа де Дюнуа захватил замок Партенэ. 11 января 1487 года Луи Орлеанский бежал из замка Блуа и, преследуемый королевскими лучниками, вновь укрылся в Бретани. Королевская армия вышла из Тура в начале февраля, и началось наступление на юго-запад. В Бордо 7 марта Оде д’Эди, мятежный губернатор Гиени, был заменен Пьером де Божё. После подавления мятежа в Гиени граф Карл Ангулемский сдался 19 марта 1487 года. Королевская армия покинула Бордо 15 марта, чтобы отбить Партенэ. Дюнуа бежал к Луи Орлеанскому в Нант. Затем королевская армия выступила на Бретань. По договору в Шатобриане большинство бретонских дворян пришли к компромиссу с королём. Королевские войска согласились покинуть Бретань при условии сдачи Луи Орлеанского и Дюнуа.
Между тем на севере маршал де Эскердэ успешно оттеснил войска Максимилиана I, ставшего вскоре императором Священной Римской империи. На юге лорд Кандале разбил мятежного Алена д’Альбре в битве при Нонтроне. Д’Альбре намеревался присоединиться к повстанцам на севере, но был вынужден признать своё поражение. В Бретани роялисты заняли виконтство Роан и взяли Плоермель.
В апреле 1487 года герцог Франциск II попытался мобилизовать бретонскую знать против короля. Узнав об этом, королевская армия продвинулась к Бретани. Войска разместились в Шатобриане, Витре, Ансени и Клиссоне. Они осадили Нант, но корнуолльские союзники Бретани помогли снять осаду. В то же время норманнские корсары блокировали побережье Бретани, чтобы остановить дальнейшие усилия английских союзников Бретани перебросить войска из-за пролива.
20 января 1488 года герцоги Орлеанский и Бретонский были объявлены мятежниками Парламентом в Париже. Они и их соратники более не рассматривались в качестве вассалов, а воспринимались как изменники и враги короля. Весной герцог Орлеанский возобновил борьбу, заняв Ванн, Оре, Плоермель и заставив виконта Роана капитулировать.
24 апреля 1488 года было объявлено королевское решение о конфискации имущества Луи Орлеанского. Между тем, Ален д’Альбре получил субсидию от кастильского двора и прибыл в Бретань с 5000 солдат. Максимилиан I отправил 1500 солдат ему в помощь, а барон Скейлс высадился во главе английского отряда. Несмотря на это, концентрация сил мятежников в Бретани все ещё была недостаточной. Кроме того, их позиции ослабляла занятость Максимилиана I восстанием во Фландрии, поддержанным маршалом де Эскердэ. Различные феодалы, поддерживавшие герцога Бретани, были также в споре друг с другом за руку Анны Бретонской.
Французский королевский генерал Луи II де ла Тремуйль собрал свои силы на границе герцогства, готовится к атаке. 12 июля королевские войска захватили Фужер, а затем Динан. 28 июля 1488 года армии противников встретились в  битве при Сент-Обен-дю-Кормье . Силы бретонцев во главе с маршалом де Риё были разгромлены. Поражение положило конец войне. Герцог Орлеанский был пленен, а герцог Франциск II был вынужден принять условия мирного договора.

## Последствия
20 августа 1488 года между Франциском II Бретонским и королём Карлом VIII был подписан договор в Сабле. Франциск признал себя вассалом короля, обещал удалить иностранные войска из герцогства и больше не призывать их. В свою очередь Карл отвел войска из Бретани за исключением городских гарнизонов. Самым интересным условием договора было то, что он требовал согласия французского короля на любой брак дочерей Франциска II. Амнистия была предоставлена Оде д’Эди, Дюнуа и большинству мятежников. Луи Орлеанский был заключен в крепость, но когда Карл VIII спустя три года достиг совершеннолетия и отменил регентство, он простил своего дядю.
Франциск II хотел, чтобы его дочь Анна вышла замуж за Максимилиана I, рассчитывая с его помощью обеспечить суверенитет Бретани. Франциск II умер 9 сентября 1488 года, и Анна унаследовала титул герцогини в январе следующего года. Верные сторонники Франциска устроили союз Анны с Максимилианом по доверенности, данной 19 декабря 1490 года. Однако это нарушило договор в Сабле. В результате Франция возобновила вооруженные действия в Бретани. Весна 1491 года принесла новые успехи французскому генералу Ла Тремуйлю, и Карл VIII начал осаду города Ренн. Максимилиан не смог прийти на помощь своей невесте, и Ренн пал. Анна обручилась с Карлом и отправилась в Ланже для церемонии бракосочетания. Хотя Австрия заявила дипломатические протесты, Анна вышла замуж за Карла VIII 6 декабря 1491 года. Брак был впоследствии подтвержден папой Иннокентием VIII 15 февраля 1492 года.